# Мушкатин, Игорь Александрович
И́горь Алекса́ндрович Мушка́тин (31 июля 1941 — 1 февраля 2013) — советский и израильский актёр и режиссёр.

## Биография
Родился в Ленинграде. Закончил 222 среднюю школу (б. Петришуле) в 1958 году.
Окончил режиссёрский факультет ЛГИТМиК (мастерская А. А. Музиля) и факультет актёрского мастерства школы-студии МХАТ.
С 1990 года — в Израиле.
Жена — актриса театра и кино Людмила Старицына (Мушкатина). Есть две дочери: Мария (актриса) и Ася (художник).
Умер в Израиле. Похоронен на кладбище кибуца Гиват-Бренер близ Реховота.

## Профессиональная деятельность
1971 год — режиссёр спектакля «Человек со стороны» по пьесе И. М. Дворецкого, поставленного И. П. Владимировым в Ленинградском театре имени Ленсовета.
Руководител актёрским курсом в ЛГИТМиКе.
Работал режиссёром дубляжа на киностудии «Ленфильм». Среди озвученных им фильмов, вышедших в советский кинопрокат — «История мёртвого человека» Душана Клейна (1977), «Гибель „Аполлонии“» Иво Томана(1986), мультипликационный «Ико — отважный жеребёнок» (1986), «Четвёртая сила» Сержа Леруа (1988), «Однажды в Америке» Серджо Леоне (1989), «Уолл-стрит» Оливера Стоуна (1989),  а также «Доктор Живаго» Дэвида Лина (премьера в России состоялась в 1994 году) и другие образцы киноклассики.
В Израиле Игорь Мушкатин работал в газете «Время», а с 1991 года и до ухода на пенсию (2008) — на радио РЭКА. Был популярным автором, ведущим; передача «Прогулки фраеров», посвящённая музыке, театру и литературе, которую он вёл с женой Людмилой, пользовалась заслуженной популярностью.
В 1990 году Игорь и Людмила Мушкатины создали молодёжный театр «Мозаика», ставший первым домом для многих начинающих израильских артистов.
Кроме того, И. Мушкатин был чтецом многих аудиокниг.

### Роли в фильмах
- Рыцарь мечты (1968)
- День приёма по личным вопросам (1974) — инженер
- Агент национальной безопасности-3: серия 32 «Падишах» (2002) — Майола
- Вернись в Сорренто (2005) — смотрящий